# Amir Ali Azarpira
Amir Ali Azarpira (pers. ‏امیرعلی آذرپیرا‎; ur. 6 kwietnia 2002) – irański zapaśnik walczący w stylu wolnym. Brązowy medalista olimpijski z Paryża 2024 w kategorii 97 kg. Zajął ósme miejsce na mistrzostwach świata w 2023 roku.
Drugi w Pucharze Świata w 2022. Mistrz świata U-23 w 2021 i 2022. Trzeci na MŚ juniorów w 2022. Mistrz Azji juniorów w 2022 roku. 